# Judy Omumbo
Judith Atieno Omumbo és una epidemiòloga kenyana que estudia la relació entre el canvi climàtic i les malalties infeccioses. Treballadora des de fa molt de temps al Departament de Salut Pública de la Malària del KEMRI/Wellcome Trust, és membre de l'Acadèmia Africana de Ciències des del 2012.

## Biografia
Omumbo es va graduar en odontologia a la Facultat de Medicina de la Universitat de Nairobi i el seu màster en Salut Pública a la Escola Braun de Salut Pública i Medicina Comunitària de la Universitat Hebrea de Jerusalem. Es va incorporar al Programa de Recerca KEMRI/Wellcome Trust el 1995. Va estudiar al Green College d'Oxford amb una beca del Wellcome Trust, on es va graduar en epidemiologia el 2005; la seva tesi doctoral Developing a risk map of malaria transmission for East Africa va ser supervisada per Simon I. Hay, David Rogers i Bob Snow.
Va treballar a l'Institut Internacional de Recerca sobre el Clima i la Societat com a investigadora associada del programa per a l'Àfrica fins al 2011. Més endavant, es va incorporar al Departament de Salut Pública de la Malària de KEMRI/Wellcome Trust, on va esdevenir cap de la seva unitat d'impacte polític.
Omumbo és una epidemiòloga especialitzada en la relació entre el canvi climàtic i les malalties infeccioses, en particular l'ús de la informació climàtica per fer que l'atenció mèdica africana respongui a aquestes malalties. El seu treball inclou l'ús de sistemes d'informació geogràfica per a l'epidemiologia de la malària a la banya d'Àfrica i Kenya.
Omumbo va coliderar l'equip de treball de recerca sobre la COVID-19 de l'Organització Meteorològica Mundial (OMM) i el Comitè Assessor Científic de la Recerca Climàtica per al Desenvolupament. També ha treballat com a directora d'un programa panafricà de beques postdoctorals. A més, ha treballat com a assessora científica i tècnica al Programa Especial de Recerca i Formació en Malalties Tropicals de l'Organització Mundial de la Salut, al Projecte AvecNet i a la Xarxa Mundial de Resistència a la Malària, i també ha format part del Consell de Recerca de l'OMM i del consell d'administració de HealthStrat Kenya.
Omumbo va ser elegida membre de l'Acadèmia Africana de Ciències el 2012.
En data de 2013, Omumbo vivia a Palisades (estat de Nova York).